# Estação Perequê
A Estação Perequê é uma estação ferroviária do Ramal de Perequê.
Foi inaugurada em 1978, junto ao Ramal de Perequê, que liga a Linha Santos-Jundiaí ao Ramal Mairinque-Santos, sem que os trens tivessem que passar pela antiga linha métrica via Samaritá e Ana Costa.
A estação fica ao lado da SP-055 em Cubatão.
Já chegou a receber trens de passageiros da Sorocabana. Hoje em dia, a região é utilizada como pátio de manobras pela Rumo Logística.